# Danny Schwarz (calciatore)
Danny Schwarz (Göppingen, 11 maggio 1975) è un ex calciatore tedesco, di ruolo centrocampista, tecnico del Kickers Würzburg.

## Carriera
Ha disputato 122 partite (7 reti) in Bundesliga, massima divisione tedesca.
Dal 2009 al 2012 è stato una pedina importante del Bayern Monaco II.

## Palmarès
- Coppa di Germania: 1

Stoccarda: 1996-1997